# Lubiewo (Międzyzdroje)
Lubiewo (niem. Liebeseele) – część miasta Międzyzdroje, położone w południowym obszarze miasta, w pobliżu ronda ulic: Nowomyśliwskiej i Wolińskiej, na północ od węzła drogi krajowej nr 3 „Międzyzdroje”. Numeracja budynków jest ustalona dla ulicy Nowomyśliwskiej. Od tej części miasta wzięła swą nazwę stacja kolejowa Lubiewo, która jest oddalona ok. 1 km na zachód. W Lubiewie znajduje się plaża naturystyczna oddalona 3 km od mola w Międzyzdrojach.

## Historia
Do 1945 r. stosowano niemiecką nazwę Liebeseele. W 1947 r. ustalono urzędowo polską nazwę Lubiewo. 
Po II wojnie światowej wieś Lubiewo weszło w skład gromady Wicko w gminie Dargobądz
Wraz z reformą administracyjną znoszącą gminy, Lubiewo (jako część Wicka) włączono do nowo utworzonej gromady Dargobądz. 31 grudnia 1959 część obszaru gromady Dargobądz z Lubiewem włączono do miasta Międzyzdroje. 1 stycznia 1973 miasto Międzyzdroje (z Lubiewem) zniesiono, włączając je do miasta Świnoujścia. 15 marca 1984 Lubiewo wyłączono ze Świnoujścia, po czym weszło ono po raz drugi w skład usamodzielnionego miasta Międzyzdroje